# Clidomys
Clidomys är ett släkte av utdöda däggdjur. Clidomys ingår i familjen Heptaxodontidae.
Kvarlevor av arterna hittades i Jamaica. De skiljer sig från andra familjemedlemmar i avvikande detaljer av tändernas konstruktion. Till exempel förekommer hos Clidomys fullständiga käkbenskanter vid de molara tänderna. Enligt uppskattningar hade Clidomys osborni ett huvud som var 215 mm långt eller lite större och en kroppslängd (huvud och bål) mellan 750 och 1075 mm. Den andra arten i släktet var troligen 20 till 25 procent mindre. Antagligen gick individerna på marken och de saknade skuttförmåga.
Det är inte helt utrett när och varför dessa gnagare dog ut. Halvfossila rester hittades i avlagringar som är uppskattningsvis 100 000 år gamla. I några av avlagringarna hittades kvarlevor av andra djurarter som levde under historisk tid. Enligt en studie från 1989 försvann arterna för cirka 7 000 år sedan i samband med ankomsten av Jamaicas ursprungsbefolkning.
Arter enligt Catalogue of Life:
- Clidomys osborni
- Clidomys parvus

Enligt Wilson & Reeder (2005) är Clidomys osborni och Clidomys parvus en och samma art.